# Genista spartioides
Genista spartioides là một loài thực vật có hoa trong họ Đậu. Loài này được Spach miêu tả khoa học đầu tiên.